# Китка (Варненська область)
Ки́тка (болг. Китка) — село у Варненській області Болгарії. Входить до складу общини Аврен.

## Населення
За даними перепису населення 2011 року у селі проживали 238 осіб.
Національний склад населення села:
| Національність   | Кількість осіб | Відсоток |
| ---------------- | -------------- | -------- |
| болгари          | 178            | 75,7%    |
| турки            | 43             | 18,3%    |
| цигани           | 3              | 1,3%     |
| Всього відповіли | 235            |          |

Розподіл населення за віком у 2011 році:
Динаміка населення: